# 関城 (美濃国)
関城（せきじょう）は、美濃国武儀郡（岐阜県関市）にあった日本の城（山城）。別名安桜山城。

## 概要
安桜山（標高152メートル）に築かれた山城。山頂付近には、かつての本丸跡と思われる平地が残り、山の南側は急峻な岩壁、北側の斜面には複数の曲輪が造られている。関市黒屋から流れてきた用水が城の北で東西に分かれ、東は吉田川、西は関川となって城を巡り、南で津保川に注いでいるが、これらは築城後に掘られたもので、津保川と合わせて惣構の機能を持っていたと見られる。北の山麓には、城前という小字が残る。

## 歴史
享禄元年(1528年)に、長井長弘が築いたと伝えられる。その後城主は斎藤龍興の重臣長井道利になり、中濃から東濃可児郡あたりまでを勢力下においていたと考えられる。織田信長の美濃侵攻の中で、急遽防御施設が作られたと見られる。
永禄8年（1565年）には、長井道利が城主を務めており、道利と近隣の加治田城主佐藤忠能、堂洞城主岸信周は同盟を結んでいたが、忠能が信長に内通。同年8月28日に、信長と忠能は堂洞城を攻め落とした（堂洞合戦）。その翌日、道利は加治田城を攻撃したが、信長が派遣した斎藤利治に攻められ関城に退却。9月1日に利治に包囲されると、道利は開城して立ち退き、関は信長の手に落ちた（関・加治田合戦）。
その後、関に城主は置かれず、信長は代官を派遣し直轄統治したと見られる。

## 現況
本丸跡は安桜山御嶽神社の境内となっており、麓には安桜山公園や宗休寺がある。山には遊歩道が設けられ、市街地の南北を結ぶわかくさトンネルと安桜山トンネルの二本が貫通している。